# العلاقات الإيطالية التونسية
العلاقات الإيطالية التونسية هي العلاقات الثنائية بين إيطاليا والحكومة التونسية.

## العصر الحديث
في 4 أبريل 2011 وصل رئيس الوزراء الإيطالي سيلڤيو برلسكوني في زيارة قصيرة إلى تونس لمناقشة سبل مكافحة الهجرة غير الشرعية في ظل تواصل تدفق أعداد كبيرة من التونسيين إلى بلاده بعد الثورة التونسية 2011.